# Théorie de Liouville
La théorie de Liouville propose un modèle particulier de théorie des cordes dont l'espace cible est de dimension 2.